# Pterocheilus pimorum
Pterocheilus pimorum är en stekelart som först beskrevs av Henry Lorenz Viereck 1908.  Pterocheilus pimorum ingår i släktet palpgetingar, och familjen Eumenidae. Inga underarter finns listade i Catalogue of Life.